# Довге перемир'я
Довге перемир'я, також відоме як «Мальтійське перемир'я» (італ. L'armistizio lungo, l'armistizio di Malta) - перемир'я, підписане під час Другої світової війни 29 вересня 1943 року на Мальті.
Перемир'я було підписане об 11:30 на борту британського лінкора «Нельсон» зі сторони союзників генералом Ейзенхауером і зі сторони Італії маршалом П'єтро Бадольйо. Воно містило 44 статті. Офіційна назва італійською мовою: «Condizioni aggiuntive di armistizio con l'Italia», офіційна назва англійською мовою: «Instrument of surrender of Italy».

## Зміст
У договорі були зазначені умови капітуляції Королівства Італія перед союзниками під час Другої світової війни. Текст уточнював умови капітуляції, підписаної в Кассабіле (яку ще називали «коротке перемир'я»), підписаної 3 вересня генералом Джузеппе Кастеллано (італ. Giuseppe Castellano).
У договорі були уточнені 12 пунктів «короткого перемир'я», а також була додана низка інших, з-поміж яких були:
- Стаття 29. Беніто Муссоліні, основні діячі фашизму, а також особи, підозрювані у скоєнні військових чи подібних злочинів [..] повинні бути негайно заарештовані та передані силам Об'єднаних Націй.
- Стаття 30. Всі фашистські організації, включаючи всі відгалуження фашистської міліції (Чорні сорочки) , таємна поліція (OVRA), а також молодіжні фашистські організації, (якщо це вже не було зроблено) повинні бути розпущені відповідно до розпоряджень Верховного командування Союзних сил. Італійський уряд має затверджувати всі наступні директиви Об'єднаних націй, які можуть бути видані, стосовно ліквідації фашистських інституцій, усунення з посад та інтернування діячів фашистського руху, контролю за джерелами фінансування фашистського руху, знищення фашистської ідеології та фашистського навчання.
- Стаття 31. Всі італійські закони, які містили дискримінацію за ознаками раси, кольору шкіри, віросповідання чи політичних переконань, (якщо це вже не було зроблено) повинні бути скасовані, а особи, ув'язнені з цих мотивів, відповідно до розпоряджень Об'єднаних націй, повинні бути звільнені, і їх не повинно чинитись жодних переслідувань з причин, за якими вони були ув'язнені.
- Стаття 33 (А). Італійський уряд виконуватиме розпорядження, які Об'єднані нації можуть видавати, стосовно реституції, видачі, робіт чи платежів на відшкодування збитків (англ. payments by reparation of war), а також витрати на окупацію.
- Стаття 37. Буде створена «Контрольна комісія», яка представлятиме Об'єднані нації, призначена для регулювання та виконання даного договору на основі наказів та директив Верховного командування Союзних сил.

Перемир'я укладалось як безумовна капітуляція,, яке включало також можливість уряду «Південного королівства» оголосити війну Третьому Рейху 13 жовтня 1943 року.